# SIMC
SIMC (пол. System identyfikatorów i nazw miejscowości — Система идентификаторов и названий населённых пунктов) — идентификационная система, являющаяся составной частью государственного реестра территориального деления Польши TERYT (Krajowy Rejestr Urzędowy Podziału Terytorialnego Kraju).
SIMC был введён распоряжением Совета министров от 15 декабря 1998 года.
SIMC является реестром названий населённых пунктов и их компонентов, в том числе содержит следующую информацию:
- Официальное название населённого пункта;
- Идентификатор населённого пункта;
- Тип населённого пункта;
- Принадлежность населённого пункта к гмине, повяту и воеводству.

Система идентификации и наименований населённых пунктов постоянно обновляется при изменении официального названия населённого пункта и при изменении границ территориально-административных единиц (гмина, повят, воеводство).